# Mechanische stier
Een mechanische stier (ook rodeostier) is een machine die de berijder het gevoel geeft op een rodeostier of paard te zitten. In de eerste plaats werd een mechanische stier gebruikt door professionele stierenberijders als training. Pas later kwam men ook op het idee om het als amusementsrit te gebruiken.
Door middel van een motor zal de stier op en neer gaan en draaibewegingen maken. Naargelang de moeilijkheidsgraad en de ritduur zal de stier sneller en hoger gaan. Ook het aantal schokbewegingen dat de stier maakt zal stijgen. Onder de stier wordt meestal een luchtkussen geplaatst om er voor te zorgen dat de berijder geen verwondingen oploopt bij zijn val. Het is de bedoeling om zo lang mogelijk op de stier te blijven zitten zonder eraf te vallen. Hierbij mag de berijder de stier met slechts één hand vasthouden. De andere hand dient hij/zij in de lucht te houden als bewijs hiervoor. De tijd wordt hierbij vaak bijgehouden op een scherm dat duidelijk zichtbaar is voor de berijder, zodat deze nadat hij/zij eraf valt direct ziet hoe lang hij/zij erop zat. Bij mechanische stieren zonder scherm wordt de tijd bijgehouden met een stopwatch of smartphone en na afloop van de rit aan de berijder medegedeeld.
Een mechanische stier wordt op afstand bediend, zodat deze kan worden aan- en uitgezet voor het opstappen. Hiermee kan ook de snelheid en de wildheid van de mechanische stier worden geregeld.
Mechanische stieren zijn als amusementsrit te vinden op kermissen en in pretparken. In de Verenigde Staten zijn ze ook te vinden in sommige cafés of restaurants. Ook in tv-programma's komen soms mechanische stieren voor. Zo wordt hij gebruikt in de Beste Vrienden Quiz. In dit programma heeft hij de vorm van een spin en wordt hij Zlatan genoemd. Als een team twee spinnen omdraait moet één teamlid hierop gaan zitten en de ander activeert Zlatan door te fietsen op een hometrainer. Als het zwaalicht gaat branden zonder dat het teamlid dat op de spin zit eraf valt krijgen ze een punt er bij of mogen ze een punt bij het andere team wegkapen(voorheen moest bij een val degene die op de spin zat op de tribune gaan zitten waarna het andere teamlid het spel alleen afmaakte). Een andere van tv bekende mechanische stier was "Harry de Hengst" die werd gebruikt in de Mega Blubber Power Race, een onderdeel van het programma Telekids. Deze had de vorm van een paard. Hier moesten teams 30 seconden op blijven zitten waarbij een gelijknamig liedje werd gedraaid dat was ingezongen door Waylon.